# Naxidia nudariata
Naxidia nudariata är en fjärilsart som beskrevs av Gustave Arthur Poujade 1895. Naxidia nudariata ingår i släktet Naxidia och familjen mätare. Inga underarter finns listade i Catalogue of Life.